# Nøgle (musik)
 For alternative betydninger, se Nøgle (flertydig). (Se også artikler, som begynder med Nøgle)
Nøgler, eller noteringsnøgler, bruges i nodesystemet til at bestemme en tones udgangspunkt.
Noteringsnøglerne blev taget i brug efter middelalderen, da man begyndte at udvikle et nodesystem med rytmer og nodelinjer. Det var specielt i barokken, der blev udviklet de forskellige nøgler til de nyligt udviklede instrumenter, så man ikke skulle anvende alt for mange hjælpelinier (se node). Mange af nøglerne er stadig i anvendelse i klassisk musik og salmer, men i de fleste former for nyere musik bruges kun diskant- og basnøglen.

## Nøgletyper
I vores nodesystem findes tre forskellige slags nøgler:
- G-nøgle – Se diskant- og violinnøglen. Kaldes også diskantnøglen, og er formentlig den mest anvendte.
- F-nøgle – Se bas-, og subbasnøglen. Også kaldet basnøglen.
- C-nøgle – Se alt-, tenor-, sopran-, bariton- og mezzosoprannøglen.
- Trommenøgle – Bruges ikke som en alm. nøgle, men som indikator for trommernes nodelinie(r).

### Nøgler
- G-nøgle(Diskantnøgle)
  - Violinnøgle
- F-nøgle(Basnøgle)
  - Subbasnøgle
- C-nøgle
  - Altnøgle
  - Tenornøgle
  - Soprannøgle
  - Baritonnøgle
  - Mezzosoprannøgle
- Trommenøgle